# Mahaly
Mahaly est une commune urbaine malgache située dans la partie centre de la région d'Anosy.